# Slum

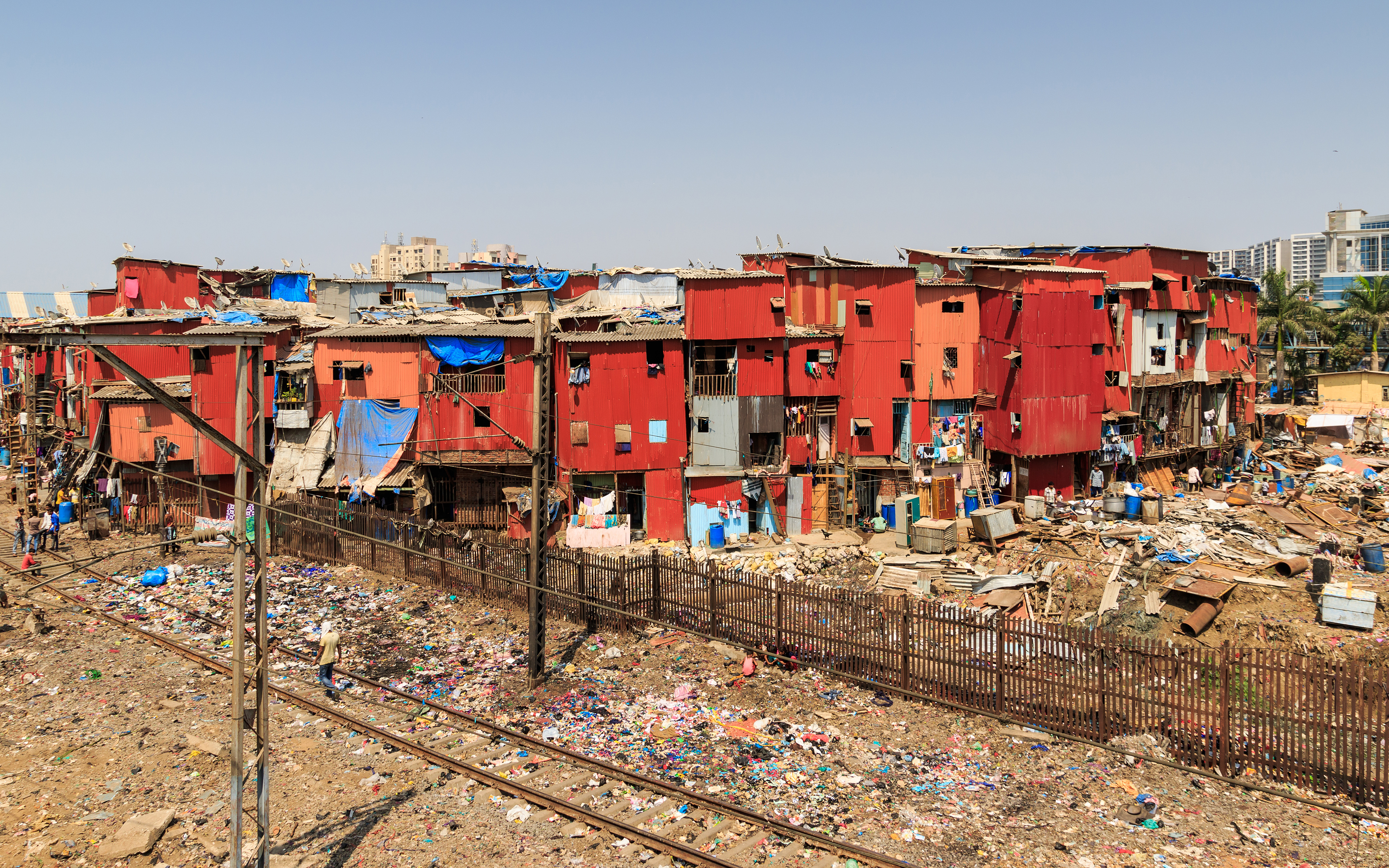
Slum v Bombaji – ve slumech
v tomto městě žije asi 40 % obyvatel

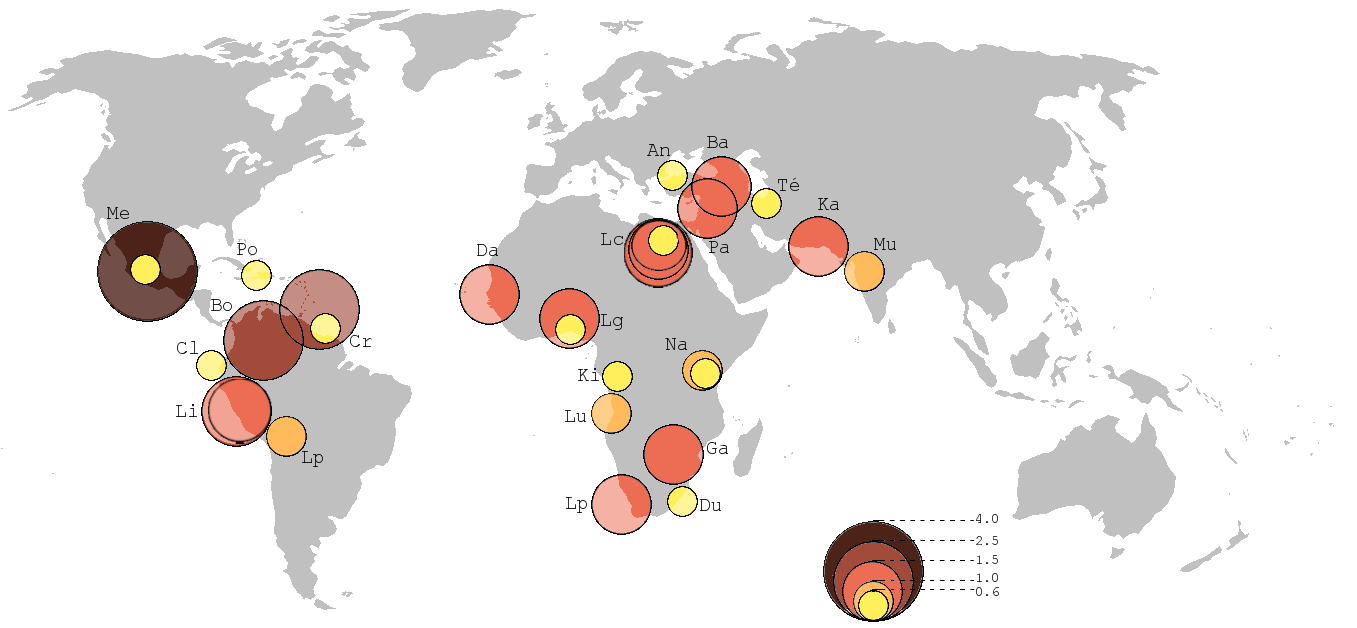
Vybrané největší slumy světa a jejich populace (v milionech obyvatel, dvoupísmenné označení města, 2007)

Slum (výslovnost [slam]), česky brloh, je podle definice UN-Habitat (program OSN pro lidská sídla) chudinská čtvrť z improvizovaných a obvykle nelegálně postavených chatrčí, i když ne všechny slumy jsou stejné, a některé se nacházejí na sídlištích a podobně.[zdroj?] Slumy se nacházejí hlavně na předměstích velkoměst v rozvojových zemích Afriky, Asie a Latinské Ameriky. V Československu v meziválečné době vyrůstaly nouzové kolonie, které obvykle byly kultivovanější než typické slumy v rozvojových zemích, i zcela regulérní dělnické kolonie. Blíže povaze slumů mají některé bezdomovecké kolonie, případně romské osady na Slovensku. 

## Slumy ve světě
Velké množství slumů je v Africe. Mezi největší a nejznámější patří slum Kibera, který se nachází asi 6 km od centra keňského hlavního města Nairobi. Odhady počtu obyvatel se různí, udává se od 500 000, ale i několikanásobně víc. Některé slumy, ve kterých žijí lidé na člunech, vznikly na řekách (např. Makoko, Lagos).
V Asii jsou v řadě zemí (Indonésie, Filipíny, Indie a jiné) časté i slumy podél řek, které jsou proslulé znečištěním.
Kolonie chatrčí jsou v brazilských městech známé pod pojmem favellas (počeštěné favely), v Santiagu de Chile callampas, v Limě barriadas či pueblos jóvenes, v Caracasu ranchos.
Ve francouzštině se slum nazývá bidonville (tj. město z plechovek). Menší slumy (stovky obyvatel) existují i na území Francie.

### Počty obyvatel slumů

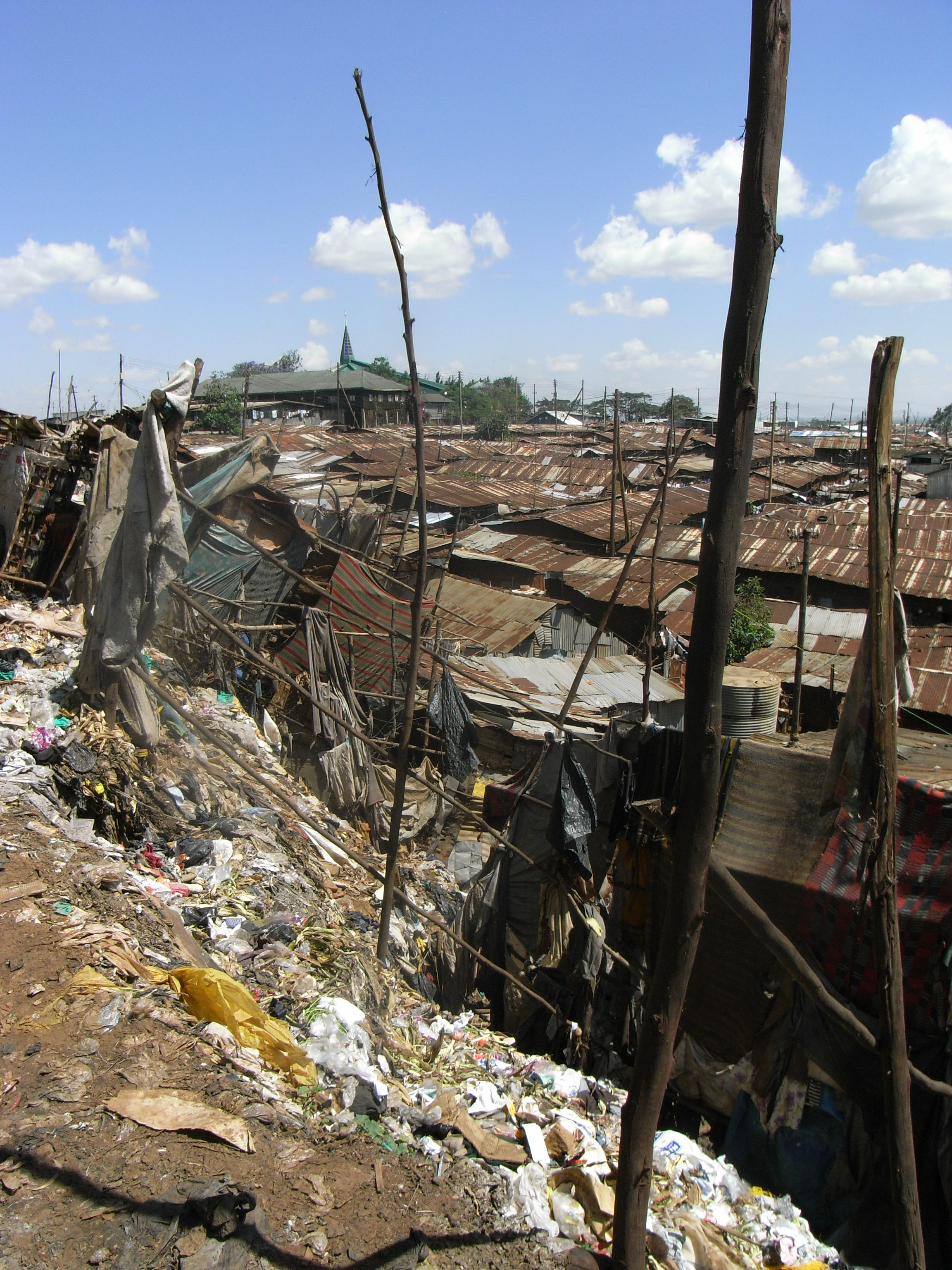
Slum Kibera, Nairobi

Počty obyvatel slumů jsou pouze odhadovány a výsledky se různí. Podle údajů nevládní organizace Habitat for Humanity žije ve slumech nejméně 900 miliónů lidí. Největší světové slumy jsou:
- Khayelitsha (Kapské Město, Jihoafrická republika, 400 000 obyvatel)
- Kibera (Nairobi, Keňa), 700 000 obyvatel)
- Dháráví (Bombaj, Indie, 1 000 000 obyvatel)
- Neza (Ciudad de México, Mexiko, 1 200 000 obyvatel)
- Orangi (Karáčí, Pákistán, 2 400 000 obyvatel)

V roce 2005 odhadovala OSN, že do roku 2050 naroste počet obyvatel ve slumech z 1,6 miliardy na 3 miliardy.

### Životní podmínky ve slumech
Životní podmínky ve slumech mají tyto obecné charakteristiky:
- Nebezpečné a/nebo nezdravé domovy (např. domy bez oken, nečisté podlahy, chatrné stěny a střechy)
- Přeplněné domy
- Omezený nebo žádný přístup k základním službám, jako je voda, toalety, elektřina a doprava
- Nestabilní domy (chatrné domy jsou často ničeny bouřemi a zemětřeseními)
- Domy jsou postaveny na pozemcích, které jejich uživatelé nevlastní a mohou tedy být kdykoliv likvidovány

Nedostatek vody a hygienických zařízení umožňuje rychlé šíření nemocí. Nedostatek pozemních komunikací znemožňuje příjezd záchranným a policejním vozidlům, s tím souvisí i nedostatečná ochrana obyvatel před kriminalitou. Vysoká nemocnost snižuje produktivitu obyvatel a zabraňuje dětem v pravidelné školní docházce. Obyvatelé slumů jsou pro neznámou trvalou adresu vyřazováni z legální pracovní činnosti a práce na černém trhu zhoršuje jejich pracovní podmínky. Problémem slumů jsou kriminalita a drogy. Např. ve slumu Kibera je 50% dívek a žen ve věku 16–25 let těhotných a nezaměstnanost místních obyvatel činí 50%.

### Příjmy domácností ve slumech (příklady)
- V roce 2013 ukázal průzkum, že 41% domácností v indických slumech musí žít z příjmu 5 000 až 10 000 RS (indických rupií) měsíčně a 25,6% domácností má příjem méně, než 5 000 RS/měsíc.[8] (V roce 2019 odpovídala 1 Kč zhruba 3 RS.)
- Studie z roku 2016 konstatovala, že ve slumu Kalyanpur v Dháce (Bangladéš) se měsíční příjem domácnosti pohyboval mezi 6 000–10 000 BDT. Více než 60% příjmu věnovaly domácnosti na potraviny.[9] (V roce 2019 činila hodnota jedné Kč zhruba 4 BDK; příjmy domácností slumu se tedy v přepočtu pohybovaly mezi 1 500–2 500 Kč.)

## Inspirace v umění (příklady)
Umění se slumy inspiruje, někdy ve zromantizované podobě.

### České umění
- Kibera, příběh slumu (Vote for Kibera) – 2018, dokumentární film[10]

### Zahraničí
- Slum – 2013, indický film